# Der Göttergatte (Film)
Der Göttergatte (Original: Prima comunione) ist eine italienisch-französischer Filmkomödie, bei der Alessandro Blasetti Regie führte. In der als Schwarzweißfilm gedrehten Komödie spielen Aldo Fabrizi und Gaby Morlay die Titelrollen. Der Film kam 1950 in die italienischen Kinos wurde 1951 erstmals in Deutschland gezeigt.

## Handlung
Herr Carloni erwacht aus angenehmen Träumen. Es ist Ostern, und die Erstkommunion seiner Tochter steht an. Carloni kleidet sich langsam, Kaffee nippend, immer wieder den Blickkontakt zu einer attraktiven Nachbarin suchend, mithilfe des Hausmädchens an. Es stellt sich heraus, dass das Kommunionskleid für seine Tochter noch nicht eingetroffen ist.
So macht sich Carloni persönlich auf den Weg, die Schneiderin aufzusuchen und das Kleid zu holen. Da er über die Fähigkeit verfügt, sich überall und mit jedem anzulegen, verläuft die Suche nach Schneiderin und Kleid turbulent. Schließlich wird er zwar des Kleides habhaft, verliert es aber wieder, als er bei einer Streitigkeit die Hände freihaben muss. Ein Mann, der am Gehstock humpelt, nimmt das Kleid und ward bald nicht mehr gesehen.
Zurück daheim findet er seine verzweifelte Tochter und seine aufgeregte Frau vor. Die Zeit drängt, in der Nachbarschaft macht man sich bereits mit hübsch ausstaffierten Kindern auf den Weg zur Kirche. Carlonis hektische Versuche, eine Lösung zu finden, werden schließlich ohne sein Zutun belohnt: Ein anderes Kleid wird gefunden, das allerdings noch umgearbeitet werden muss.
So eilt Carloni zur Kirche, um eine kleine Verzögerung zu erbitten. Auf dem Weg wird er von einem unzufriedenen Kunden seiner Bäckerei und einem Bettler aufgehalten, was die Nerven aller erheblich strapaziert.
Der Prälat gewährt einen kleinen Aufschub, da man ohnehin noch auf das Eintreffen des schon arg gebrechlichen Erzbischofs wartet. Als alles verloren erscheint, eilt Carloni erneut in seine Wohnung (ein Running Gag mit dem ewig gerade wegfahrenden Fahrstuhl im Haus geht dieses Mal zu seinen Gunsten aus). Es wird immer noch genäht, und man ist dabei aufzugeben.
In einen schweren Ehekrach der Carlonis platzt Hausmädchen Antonia mit der Nachricht, dass der hinkende Mann mit dem Krückstock eingetroffen sei, um das richtige Kleid zu bringen. Er hatte die Adresse auf dem Etikett des Pakets gefunden.

## Produktion
Der Film kam am 29. September 1950 in Italien und Frankreich in die Kinos. Erstaufführung in Deutschland war am 24. März 1951.
Die Sequenzen bei und in der Kirche wurden u. a. auf der äußeren Doppeltreppe der Kirche Santi Domenico e Sisto, der Universitätskirche der Päpstlichen Universität Heiliger Thomas von Aquin (Angelicum), in Rom gedreht.
Louis de Funès hat einen Auftritt als Priester bei 1h2': In der Sakristei wird die Messe vorbereitet, und der Pfarrer stimmt einer kurzen Verzögerung zu. De Funès’ Einsatz hat wenig Text.

## Kritik
Gianni Rondolino schreibt über den Film, er beschreibe mit Fakten und kleinen Begebenheiten, mit Charakteren und Figuren, bestimmte Aspekte des täglichen Zusammenlebens im Rom des Jahres 1950. Mit Anmut und Leichtigkeit, gutmütigem Stil und Ironie sei ein Gemälde italienischen Lebens inszeniert worden.

## Auszeichnungen
Der Göttergatte wurde im Jahr 1951 mit einem Nastro d’Argento (deutsch: Silbernes Band) ausgezeichnet.
Prima Comunione wurde im Jahr 2008 in die Liste  100 erhaltenswerte italienische Filme (100 film italiani da salvare), die vom Kulturministerium, der Filmkritik (Mostra del cinema di Venezia) und der Filmwirtschaft (Cinecittà Holding) redigiert wurde, aufgenommen. Die 100 ausgewählten Filme entstanden zwischen 1942 und 1978 und haben das kollektive Gedächtnis Italiens maßgeblich geprägt.